# グンティス・ウルマニス
グンティス・ウルマニス（ラトビア語: Guntis Ulmanis、1939年9月13日 - ）は、ラトビアの政治家。1993年から1999年にかけて、独立回復後の初のラトビア大統領を務めた。戦前最後のラトビア大統領カールリス・ウルマニスの弟の孫であることから、ラトビア農民連合のメンバーとして政界入り。長い休養の後、2010年に政治活動を再開し、「良きラトビアのために」協会の理事長に就任、同協会の推薦により第10回サエイマ議員に選出された。

## 経歴
1939年9月13日、リガで生まれる。父エドゥアルズ・ウルマニス（1912年 - 1942年）は、カールリス・ウルマニスの弟ヤーニス・ウルマニス（1865年- 1936年）の息子。ラトビア占領後、エドゥアルズはソ連に対するスパイ行為で告発され、1941年に10年の禁固刑を言い渡された。
1941年6月14日、ウルマニスは1歳の時、母親のヴェラ・ウルマニス（旧姓ゴールドマニス）と共に、パデュレ市「ストレリ」からシベリアのクラスノヤルスク地方へ強制移送された。1946年に帰国後、ウルマニスはエドレの親戚の家に住み、そこで学校に通い始めた。1950年に親戚が再び強制移送されると、ウルマニスは母親とユールマラに移り住み、パンプリ中学校で学んだ。ウルマニスは養子ではなかったが、母親は息子が2人目の夫の姓であるルンピティス姓を名乗ることに学校と同意した。しかし、彼が1955年にパスポートを取得したとき、実の父親の姓であるウルマニスを名乗ることを選んだ。
1963年、ラトビア国立大学経済学部産業計画経済学科卒業。1963年から1965年までソ連軍に従軍し、1965年にソビエト連邦共産党に入党した。
退役後、トラム・トローリーバス管理局で経済学者として働く一方で、リガ工科大学およびラトビア国立大学で大学講師（経済計画学講師）を務めた。1971年、ウルマニスはリガ市執行委員会の計画委員会副委員長に就任したが、カールリス・ウルマニスと親族関係にあるためその職を失い、その後、リガ地区家事サービス組合の理事を務めた。
1989年の歌う革命の際、共産党を離党。1992年のラトビア独立回復後、ラトビア銀行理事に就任。
1993年、ウルマニスは第5回サエイマ議員に選出され、サエイマは彼をラトビア共和国大統領に選んだ。
大統領任期終了後の2000年3月17日、ウルマニスは「プレジデント・ウルマニス財団」を設立した。また。2006年にリガで開催されたアイスホッケー世界選手権の実行委員会の委員長を務めた。2010年には、「良きラトビアのために」協会の理事長に就任し、第10回サエイマ議員に選出された。
ウルマニスはアイナ・ウルマニスと結婚し、娘と息子がいる。雑誌『Kas Jauns』によると、もう一人の娘は婚外子である 。

## 政治活動

### ラトビア大統領

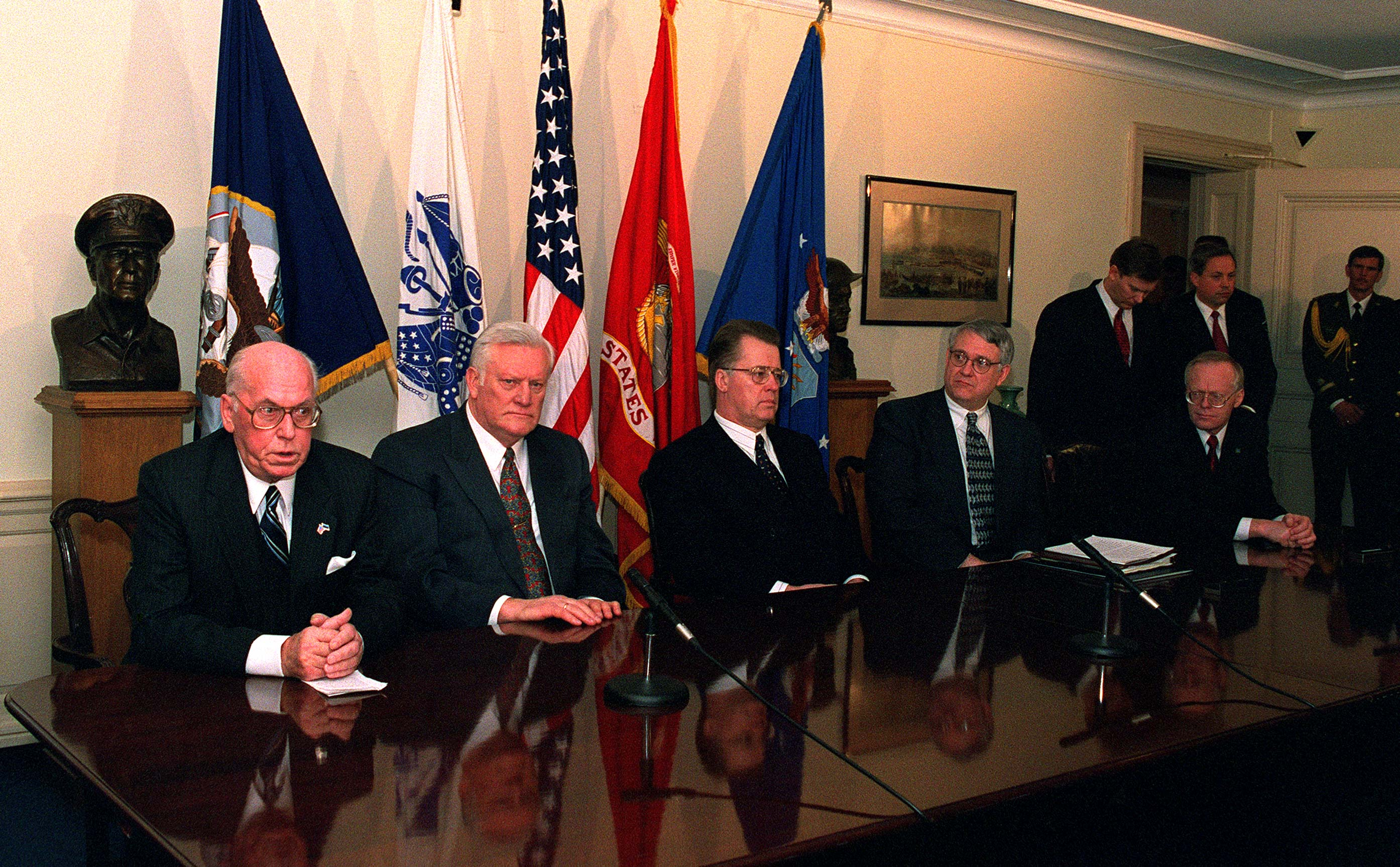
リトアニアのアルギルダス・ブラザウスカス大統領（左から1人目）、エストニアのレナルト・メリ大統領（左から2人目）と共にアメリカを訪問したグンティス・ウルマニス（中央）（1998年）

1992年、ウルマニスはラトビア農民連合に加入し、1993年6月に第5回サエイマ議員に選出された。同年7月7日、サエイマは第3回目の投票でウルマニスをラトビア大統領に選出した。当選後は党での活動を停止し、農民連合の名誉党首となった。1996年6月18日、第1回目の投票でラトビア大統領に再選された。1999年7月7日にヴァイラ・ヴィーチェ＝フレイベルガが就任するまで大統領を務めた。
国際的な表彰も多数受けている。大統領在任中、ラトビアの国際機関への統合、欧州諸国および他国との協力関係の構築・強化など、外交政策に多くの関心が払われた。大統領在任中、ラトビアは欧州評議会に加盟し、EUとNATOへの加盟を果たした。
大統領在任中の最も重要な成果のひとつは、ラトビアからのロシア軍撤退に関するラトビア・ロシア協定の締結と、それに続く市民権法の採択である。1996年には、ラトビアにおける死刑執行の一時停止を宣言し、ラトビアの法律における死刑廃止を呼びかけた。
ウルマニスは、1994年に採択された市民権法の改正をサエイマに求め、1998年の国民投票）でこの改正を受け入れるようラトビア国民に呼びかけるなど、統一社会を積極的に提唱してきた。
ウルマニスは、ラトビアの歴史の研究と説明に大きな関心を寄せている。1999年には首相とともにラトビア歴史委員会を設立し、そこではラトビアにおける全体主義体制とその結果について詳しく研究している。ウルマニスは国際社会に対し、旧ソ連の全体主義体制を非難するよう呼びかけていた。

### 大統領退任後の政治活動
大統領職の退任後、ウルマニスは長らく政界から遠ざかっていた。2001年、ラトビア農民連合を離党した。2009年には政党「若いラトビア」の設立を支持したが、自らは党員にはならなかった。2010年6月12日、「良きラトビアのために」協会の理事長に就任し、同協会の推薦で第10回サエイマ議員に選出された。しかしその後、同協会を形成するどの政党にも参加せず、2011年に理事長職を退いた。